# Oratemnus brevidigitatus
Oratemnus brevidigitatus är en spindeldjursart som beskrevs av Beier 1940. Oratemnus brevidigitatus ingår i släktet Oratemnus och familjen Atemnidae. Inga underarter finns listade i Catalogue of Life.